# Xã Paupack, Quận Wayne, Pennsylvania
Xã Paupack (tiếng Anh: Paupack Township) là một xã thuộc quận Wayne, tiểu bang Pennsylvania, Hoa Kỳ. Năm 2010, dân số của xã này là 3.828 người.